# Leucetta leptoraphis
Leucetta leptoraphis är en svampdjursart som först beskrevs av Jenkin 1908.  Leucetta leptoraphis ingår i släktet Leucetta och familjen Leucettidae. Inga underarter finns listade i Catalogue of Life.